# 카발라현
카발라현은 그리스 마케도니아 지방 동쪽에 있는 현이다. 카발라가 중심 도시이다. 타소스섬도 카발라 현에 속한다. 동쪽 접경으로 네스토스강이 흐른다. 